# Charlie Dent
Charles Wieder "Charlie" Dent (ur. 24 maja 1960) – amerykański polityk, członek Partii Republikańskiej i kongresman ze stanu Pensylwania (od roku 2005).